# Imamzade Soltan Mir Ahmad
Das Imamzade Soltan Mir Ahmad (persisch امامزاده سلطان میراحمد Emamsade Soltan Mir Ahmad, IPA:  [ɛmɑmzɑdɛ soltɑn miɾ æhmæd]) ist ein Imamzade in der iranischen Stadt Kaschan. Die Keramikfliesen vor dem größeren Iwan und zwei Minarette des Gebäudes wurden in der Kadscharenära wieder aufgebaut. Das Imamzade umfasst einen großen Hof, einen Iwan und einen Schrein. Es hat eine kegelförmige Kuppel und große Portiken.